# Майшперк
Майшперк (словен. Majšperk) — поселення в общині Майшперк, Подравський регіон‎, Словенія.